# Grajvoroni járás

A Grajvoroni járás a Belgorodi területen

A Grajvoroni járás (oroszul Грайворонский район) Oroszország egyik járása a Belgorodi területen. Székhelye Grajvoron.

## Népesség
- 2002-ben 31 567 lakosa volt.
- 2010-ben 29 137 lakosa volt.